# Nynorsk

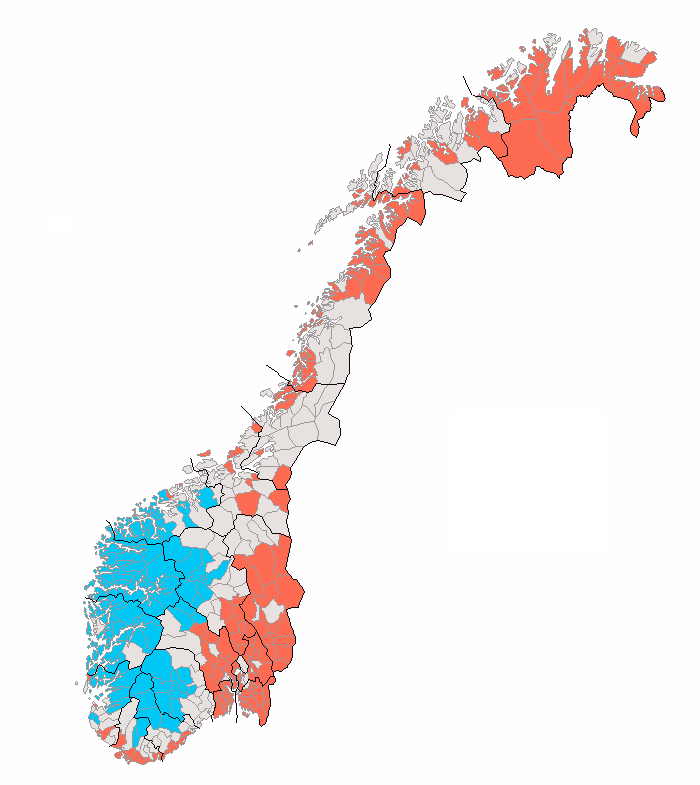
Mapka Norska s vyznačením obcí, kde se jako úřední jazyk používá (2007):
bokmål
nynorsk
neutrální

Nynorsk (výslovnost nýnoršk; doslova nová norština) je spolu s bokmålem jedna ze dvou oficiálních spisovných variant norštiny.
Oba spisovné jazyky jsou v Norsku rovnoprávné. Nová norština je rozšířena především v málo obydlených oblastech západní části země a používá ji méně než 20 % všech obyvatel.
Zatímco bokmål je velkou měrou ovlivněn dánštinou, která byla více než 400 let úředním jazykem v Norsku, nová norština vychází z venkovských nářečí, která si uchovala staronorské prvky. V polovině 19. století na základě západonorských nářečí vytvořen landsmål (výslovnost lansmól; zemský jazyk), který byl roku 1885 uznán za druhý úřední jazyk. Jazyk prošel řadou reforem, které jej sblížily s nářečími východního Norska. Od roku 1929 se jazyk nazývá nynorsk.
Nová norština patří spolu s islandštinou a faerštinou mezi západní severogermánské jazyky, zatímco bokmål se řadí na pomezí západní a východní větve této jazykové skupiny.

## Historie
Specifická jazyková situace v Norsku je důsledkem historického vývoje. Od roku 1397, kdy přešlo Norsko pod dánskou nadvládu, se hlavním jazykem Norska stala příbuzná dánština, která postupně vytlačila norštinu ze všech oblastí úředního jednání. Ve městech vznikala nářečí, v nichž převažovala dánská slovní zásoba a morfologie a zároveň norská fonetika a syntax. Na venkově se však mluvilo nářečími, která byla výsledkem vývoje staré norštiny.
Dánština se používala až do krátkého osamostatnění a připojení Norska ke Švédsku roku 1814. V té době vznikly dva hlavní myšlenkové proudy, jejichž cílem bylo vytvoření spisovného norského jazyka. Jeden z těchto směrů vycházel z nářečí venkovského obyvatelstva, z nichž byl později vytvořen landsmål – dnešní nová norština. Druhý směr rozvíjel jazyk dánsko-norský, který byl používán jako úřední.
Základy landsmålu (tehdejším pravopisem landsmaal) vytvořil lingvista-samouk Ivar Aasen. Jeho zásadní práce jsou Det norske Folkesprogs Grammatik (1848; Gramatika norských nářečí) Ordbog over det norske Folkesprog (1850; Slovník norských nářečí). Na základě svých výzkumů norských nářečí pak vytvořil jazykovou normu. Jazyková otázka se zejména v 70. letech stala předmětem politického boje. Jako druhý úřední jazyk byl landsmål uznán norským parlamentem v 1885 – po vítězství levicové strany Venstre Johana Sverdrupa ve volbách roku 1882. Od roku 1892 pak je vyučován ve školách.
Během 20. století byl spisovný standard landsmålu několikrát reformován. V roce 1917 bylo zavedeno používání písmene å (vysl. jako [ɔ, ɔː] místo původní spřežky aa. Roku 1929 byl landsmål přejmenován na nynorsk (nová norština). Reformy z let 1917 a zejména 1938 zavedly užívání hlavních a vedlejších tvarů slov. Cílem bylo sblížení s bokmålem a východonorskými nářečími – původní standard vycházel z nářečí používaných v západním Norsku. Sblížení bokmålu a nové norštiny mělo vést k vytvoření jednotné obecné norštiny (samnorsk). Proti těmto snahám se však zvedl v 50. letech silný odpor, zejména na straně uživatelů bokmålu. Tato myšlenka byla nakonec během 70. let opuštěna. V roce 1959 byla zavedena tzv. učebnicová norma, která určila, které tvary se smějí používat ve školních učebnicích. Dílčí změny pravopisu byly provedeny i v dalších letech, poslední reforma je z roku 2005.